# クロロキブス藻綱
クロロキブス藻綱（クロロキブスそうこう）(学名: Chlorokybophyceae) は、ストレプト植物に属する緑藻の一群である。細胞壁で囲まれ、サルシナ状群体 (複数の細胞が3次元的に密着した細胞塊) を形成する（図1）。土壌などに生育する。
唯1属、クロロキブス属 (Chlorokybus) のみを含む。クロロキブス属には、長年ただ1種のみが知られていたが、2021年に4種が記載された。また、ふつう接合藻に分類されていたスピロタエニア属 (ネジモ属、ネジレオビ属; Spirotaenia) がクロロキブス属に近縁であることが示唆されている。クロロキブス属とスピロタエニア属からなる系統群はおそらくメソスティグマ藻綱の姉妹群であり、これに含めることもある。

## 特徴

### クロロキブス属
クロロキブス属 (Chlorokybus) は、サルシナ状群体 (複数の細胞が三次元的に密着した群体) を形成し、さらに多数の細胞塊が寒天質に包まれて集隗を形成する (図1)。個々の細胞は細胞壁に囲まれている。細胞壁の組成は陸上植物のそれに類似しているが、セルロースが少なくカロースが多い。またラムノガラクツロナン-Iを欠く。
栄養細胞は1個の核をもつ (単核性)。核分裂は開放型 (核膜が消失する)、中間紡錘体は残存性、極に中心小体が存在する。隔膜形成体 (フラグモプラスト) を欠く求心的な細胞膜陥入による細胞質分裂を行う。
葉緑体は1個、側膜性 (細胞膜に沿って存在)、大小2タイプのピレノイドが存在する。大型のピレノイドの基質には、多数のチラコイド膜が貫通している。またペルオキシソームが存在する。
ミトコンドリアDNA は大きく、約 202 kbp (kbp = 1,000塩基対) に達する。ミトコンドリアDNA における遺伝子の列び順には、他のストレプト植物と類似している点がある。
遊走子 (鞭毛をもつ胞子) や藻体の分断化による無性生殖を行い、有性生殖は未知。遊走子は、1細胞に1個形成され、母細胞壁の崩壊によって放出される。遊走子は細胞亜頂端から側方へ平行に伸びる2本の鞭毛をもち、方形鱗片で覆われている。遊走子は1個の葉緑体をもち、眼点を欠く。鞭毛装置は非対称な側方型であるが、他のストレプト植物に比べて微小管性鞭毛根があまり発達していない。
クロロキブス属はコケの間や岩上、土壌など陸上から報告されている。おそらく陸上環境への適応として、紫外線吸収アミノ酸をもつ。

### スピロタエニア属

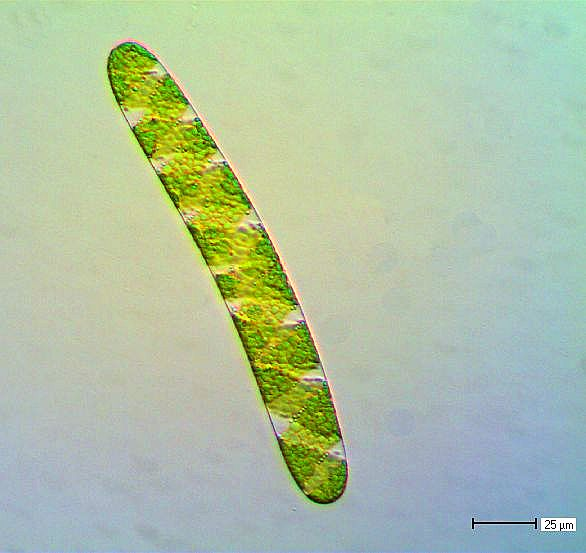
2.

分子系統学的研究からクロロキブス属との近縁性が示唆されているスピロタエニア属 (スピロテニア属、ネジモ属、ネジレオビ属; Spirotaenia) は、単細胞または寒天質で包まれた群体を形成する。細胞は棒状から紡錘形 (長さ 7–270 µm)、細胞壁で囲まれている。葉緑体はリボン状で1個、複数のピレノイドを含み、細胞内でらせん状に配置している (図2)。
二分裂による無性生殖を行う。遊走子形成は知られていない。接合による有性生殖が報告されているが、一般的な接合藻のものとはやや異なる。ペアになった細胞の細胞壁は完全に粘質化し、各細胞が鞭毛を欠く配偶子となり、接合して1個または2個の接合子を形成する。おそらく接合子発芽時に減数分裂を行い、4個の細胞を形成する。
スピロタエニア属は淡水止水域に生育する。日本でも湿原や湖沼から報告されている。

## 系統と分類
クロロキブス属は、栄養体の体制 (サルシナ状群体) から、古くは緑藻綱クロロコックム目やクロロサルシナ目に分類されていた。その後、鞭毛細胞の構造や細胞分裂様式から、ストレプト植物 (陸上植物を含む系統群) に属すると考えられるようになり、それに続く分子系統学的研究からもその系統的位置が支持された。ストレプト植物の中では、クロロキブス属は初期の段階で分かれた系統群の1つであると考えられている。形態形質や一部の分子系統解析からは、メソスティグマ藻綱の次に分岐した藻群であることも示唆されていた。しかし、多くの分子系統解析からは、クロロキブス藻綱とメソスティグマ藻綱が単系統を形成することが示唆されている。また一部の分子系統学的研究 (特に色素体DNAに基づく研究) からは、クロロキブス藻綱とメソスティグマ藻綱が緑色植物の中で最も初期 (ストレプト植物と緑藻植物の分岐前) に分岐したことが示されたこともあるが、2024年現在、一般的にこの関係は支持されていない。
上記のように、クロロキブス属は陸上植物に近縁であると考えられるようになり、狭義のシャジクモ類やコレオケーテ類、接合藻などとともに広義の車軸藻綱 (Charophyceae sensu lato) に分類されるようになった。ただし、この意味での車軸藻綱は明らかに非単系統群であるため複数の綱に分割されるようになり、クロロキブス属は独立の綱、クロロキブス藻綱 (Chlorokybophyceae) に分類されるようになった。また、独立の門 (クロロキブス植物門 Chlorokybophyta) に分類されることもある。ただし多くの分子系統学的研究からは、クロロキブス属 (およびスピロタエニア属) はメソスティグマ属の姉妹群であることが示唆されており、クロロキブス属をメソスティグマ藻綱に分類することもある。しかし2021年に、クロロキブス藻綱が正式に記載された。
長い間、クロロキブス属にはタイプ種である Chlorokybus atmophyticus のみが知られていたが、2021年に新たに4種が記載された。
| 表1. クロロキブス藻綱の分類体系の一例 (2024年現在) - クロロキブス藻綱 Chlorokybophyceae Irisarri, Darienko, Pröschold, Fürst-Jansen, Irisarri, Jamy de Vrie, 2021 - クロロキブス目 Chlorokybales Irisarri, Darienko, Pröschold, Fürst-Jansen, Irisarri, Jamy de Vrie, 2021 - クロロキブス科 Chlorokybaceae Irisarri, Darienko, Pröschold, Fürst-Jansen, Irisarri, Jamy de Vrie, 2021 - クロロキブス属 Chlorokybus Geitler, 1942 - Chlorokybus atmophyticus Geitler, 1942 (タイプ種) - Chlorokybus melkonianii Irisarri, Darienko, Pröschold, Fürst-Jansen, Irisarri, Jamy de Vrie, 2021 - Chlorokybus bremeri Irisarri, Darienko, Pröschold, Fürst-Jansen, Irisarri, Jamy de Vrie, 2021 - Chlorokybus riethii Irisarri, Darienko, Pröschold, Fürst-Jansen, Irisarri, Jamy de Vrie, 2021 - Chlorokybus cerffii Irisarri, Darienko, Pröschold, Fürst-Jansen, Irisarri, Jamy de Vrie, 2021 - 所属未定 - スピロタエニア属 (ネジモ属、ネジレオビ属) Spirotaenia Brébisson, 1848 - Spirotaenia condensata Brébisson, 1848 (タイプ種) など |

分子系統学的研究からは、スピロタエニア属のタイプ種である Spirotaenia condensata がクロロキブス属に近縁であることが示唆されている。しかしスピロタエニア属は古くから接合藻 (ふつうホシミドロ目のサヤマメモ科) に分類されており、2019年現在、分類学的変更の提唱はまだなされていない。スピロタエニア属の中で、Spirotaenia minuta もタイプ種と同じ系統に属することが示されている。一方、Spirotaenia muscicola は接合藻の最初期分岐群であることが示されており、新属スピログロエア属 (Spirogloea) に移されている。